# Josh Holloway
Joshua Lee „Josh” Holloway (n. 20 iulie 1969, San Jose, California, SUA) este un actor american cunoscut în special pentru rolul lui James "Sawyer" Ford din serialul Lost.

## Filmografie

### Film
| An   | Titlu                                | Rol                 | Note                |
| ---- | ------------------------------------ | ------------------- | ------------------- |
| 2001 | Cold Heart                           | Sean                |                     |
| 2002 | Moving August                        | Loren Carol         |                     |
| 2002 | Mi Amigo                             | Younger Pal         |                     |
| 2002 | My Daughter's Tears                  | Necreditat          |                     |
| 2002 | Sabretooth                           | Trent Parks         | Film de televiziune |
| 2003 | Doctor Benny                         | Pheb                |                     |
| 2006 | Just Yell Fire                       | El însuși           |                     |
| 2007 | Whisper                              | Max Truemont        |                     |
| 2009 | Stay Cool                            | Wino                |                     |
| 2011 | Mission: Impossible – Ghost Protocol | Trevor Hanaway      |                     |
| 2011 | Five                                 | Bill                | Film de televiziune |
| 2013 | Battle of the Year: The Dream Team   | Jason Blake         |                     |
| 2013 | Paranoia                             | Agent Gamble        |                     |
| 2014 | Sabotage                             | Eddie "Neck" Jordan |                     |

### Televiziune
| An        | Titlu                          | Rol                 | Note |
| --------- | ------------------------------ | ------------------- | --- |
| 1999      | Angel                          | Good-Looking Guy    | Episodul: "City of..." |
| 2001      | Walker, Texas Ranger           | Ben Wiley           | Episodul: "Medieval Crimes" |
| 2003      | CSI: Crime Scene Investigation | Kenny Richmond      | Episodul: "Assume Nothing" |
| 2003      | The Lyon's Den                 | Lana's Boytoy       | Episodul: "Separation Anxiety" |
| 2004      | NCIS                           | Sheriff             | Episodul: "My Other Left Foot" |
| 2004      | Good Girls Don't               | Eric                | Episodul: "Addicted to Love" |
| 2004–2010 | Lost                           | James "Sawyer" Ford | 116 episoade Saturn Award for Best Actor on Television Screen Actors Guild Award for Outstanding Performance by an Ensemble in a Drama Series Nominalizare—Golden Nymph Award for Outstanding Actor – Drama Series (2007, 2009–10) Nominalizare—Saturn Award for Best Supporting Actor on Television (2007–09) |
| 2011      | Community                      | Black Rider         | Episodul: "A Fistful of Paintballs" |
| 2013      | Yo Gabba Gabba!                | Farmer Josh         | Episodul: "Farm" |
| 2014      | Intelligence                   | Gabriel Vaughn      | |
| 2015      | Colony                         | TBA                 | |

### Jocuri video
| An   | Titlu                              | Rol  | Note |
| ---- | ---------------------------------- | ---- | ---- |
| 2007 | Command & Conquer 3: Tiberium Wars | Ajay |      |